# Silvia Schmitt
Silvia Schmitt (* 19. April 1962 in Kempten (Allgäu)) ist eine ehemalige deutsche Handballspielerin. Die Linkshänderin spielte meist im rechten Rückraum.
Silivia Schmitt bestritt für Deutschland 245 Länderspiele, in denen sie 751 Tore warf. Sie nahm an den Olympischen Spielen 1984 und 1992 teil und erreichte mit ihrer Mannschaft jeweils den vierten Platz. Ende 1998 gab sie im Alter von 36 Jahren ihr letztes Comeback für die Nationalmannschaft. Im gleichen Jahr wurde sie zur Handballerin des Jahres gewählt. Nach der Europameisterschaft 1999 in den Niederlanden gab sie dann ihr Abschiedsspiel.
Als Trainerin – Silvia Schmitt hat die B-Lizenz – war sie zusammen mit Dago Leukefeld ab 1. Februar 2001 für die deutsche Handballnationalmannschaft der Frauen verantwortlich. Nachdem die Mannschaft nur einen enttäuschenden 9. Platz bei der Europameisterschaft 2000 erreichte, beendete sie dieses Engagement bereits im März 2001 wieder. Zuletzt spielte sie in der Saison 2004/05 im Alter von 42 Jahren für eine Spielzeit beim damaligen Zweitligisten HSG Kleenheim.
Die gelernte Einzelhandelskauffrau ist beruflich als Produktmanagerin tätig.

## Erfolge
- 245 A-Länderspiele (751 Tore)
- 15 Juniorinnen-Länderspiele
- Bronzemedaille bei der Juniorenweltmeisterschaft 1981 in Kanada
- Bronzemedaille bei der B-Weltmeisterschaft 1985
- B-Weltmeister 1989
- Olympiavierter 1984 und 1992
- Bronzemedaille bei der Handball-Weltmeisterschaft der Frauen 1997 in Deutschland
- Bronzemedaille bei der Handball-Europameisterschaft 1998 in den Niederlanden
- DHB-Pokal 1991
- DHB-Pokalfinale 1983 und 1984
- Halbfinale im Europapokal der Pokalsieger 1995
- Handballerin des Jahres 1998
- Bundesliga-Torschützenkönigin der Saison 1993/94 (TV Lützellinden)